# Maschera subacquea

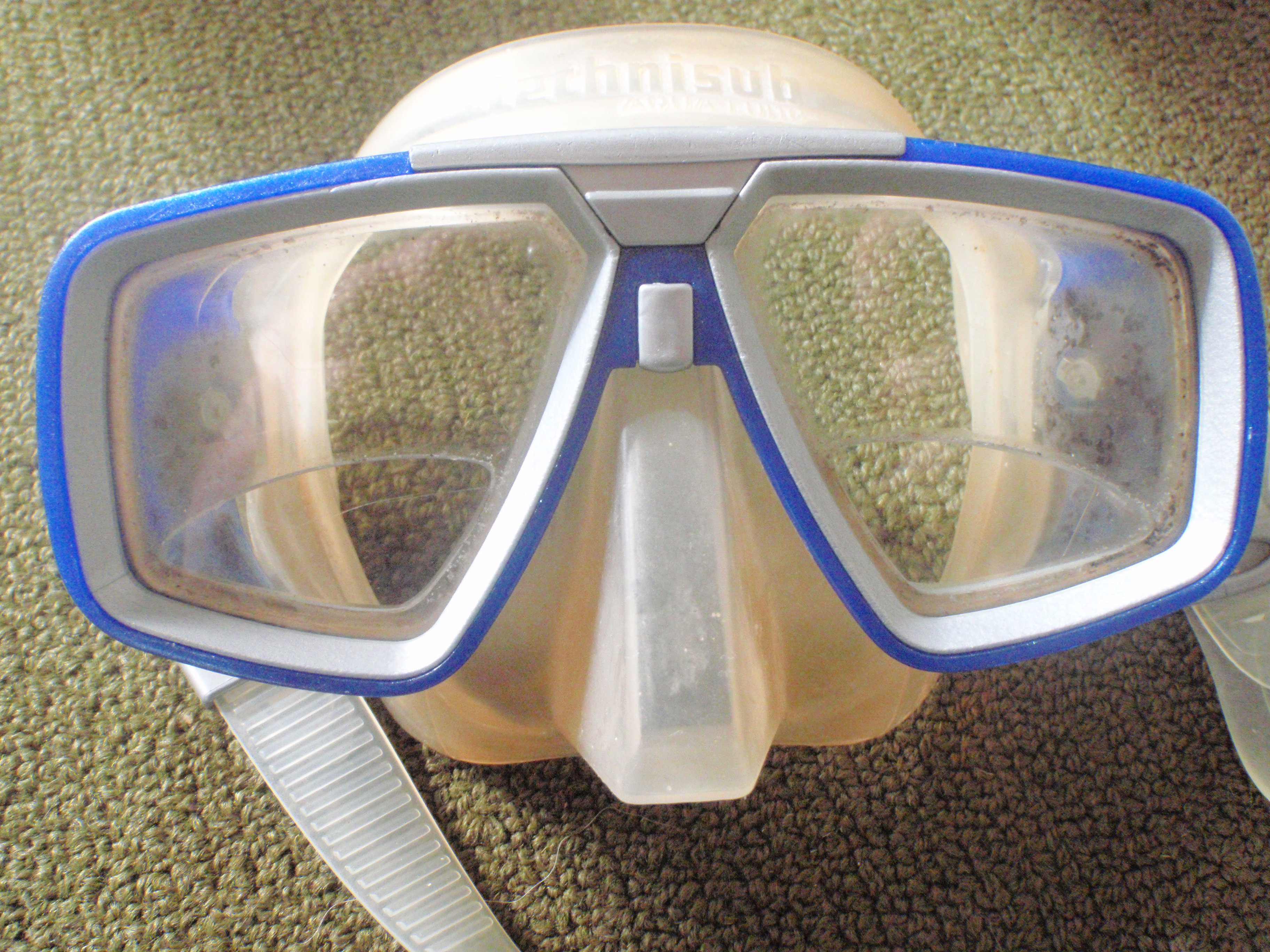
Una maschera subacquea.

La maschera subacquea è una maschera protettiva, componente fondamentale delle attrezzature subacquee poiché permette di avere una corretta visione in ambiente acquatico mantenendo uno spessore di aria tra occhio e ambiente circostante eliminando così la innaturale situazione di visione appannata e di fastidiosa irritazione determinata dall'acqua negli occhi, soprattutto in ambiente marino con l'acqua salata.
È composta da una parte in gomma o silicone e una parte trasparente, in vetro temperato o plexiglas, che permette l'annullamento del fenomeno di rifrazione, e quindi di messa a fuoco dietro la retina, che determina la visione sfocata che si ha immergendosi sott'acqua senza l'ausilio di mezzi di correzione. Per contro si ha una visione ingrandita degli oggetti e dell'ambiente osservati di circa 1⁄3.

## Come funziona
Gli occhi umani si sono evoluti per vedere attraverso l'aria e non possono mettere a fuoco in acqua, a causa delle differenze fisiche dei due mezzi. La maschera risolve questo problema frapponendo uno strato di aria tra gli occhi e l'ambiente, restituendo quindi la capacità di vedere.
Attraverso la maschera, a causa del fenomeno della rifrazione (dovuta al passaggio della luce dall'acqua all'aria), gli oggetti appaiono circa il 25% più vicini e il 33% più grandi.
Inoltre il volume d'aria presente nella maschera richiede delle attenzioni, in particolare deve essere riequilibrato con la pressione esterna durante la discesa in profondità, attuando quella che viene detta compensazione.

### Compensazione
Quando ci si immerge, la pressione ambientale è maggiore di quella atmosferica ed aumenta proporzionalmente alla profondità: circa un bar in più per ogni 10 metri di profondità.
Dunque l'aria nella maschera è soggetta a compressione e quindi alla riduzione di volume con schiacciamento verso il viso; questo potrebbe provocare durante la risalita un "colpo di ventosa", un dannoso effetto ventosa con eventuale rottura dei capillari dell'occhio.
È quindi molto importante compensare frequentemente la pressione all'interno della maschera. Questa manovra si attua molto semplicemente espirando dal naso.
Per questo motivo nell'attività subacquea si usa un'apposita maschera che copre sia occhi che naso permettendo quindi, tramite l'aria espirata dal naso, la compensazione del volume d'aria in essa contenuta; questo esclude quindi la possibilità di usare in immersione gli occhialini da nuoto, che non possono essere compensati.
Gli apneisti di buon livello fanno uso di apposite lenti a contatto rigide che non necessitano di essere compensate, dato che l'aria nei polmoni è l'unica a disposizione ed è preziosa ai fini del tempo di immersione.

## Descrizione

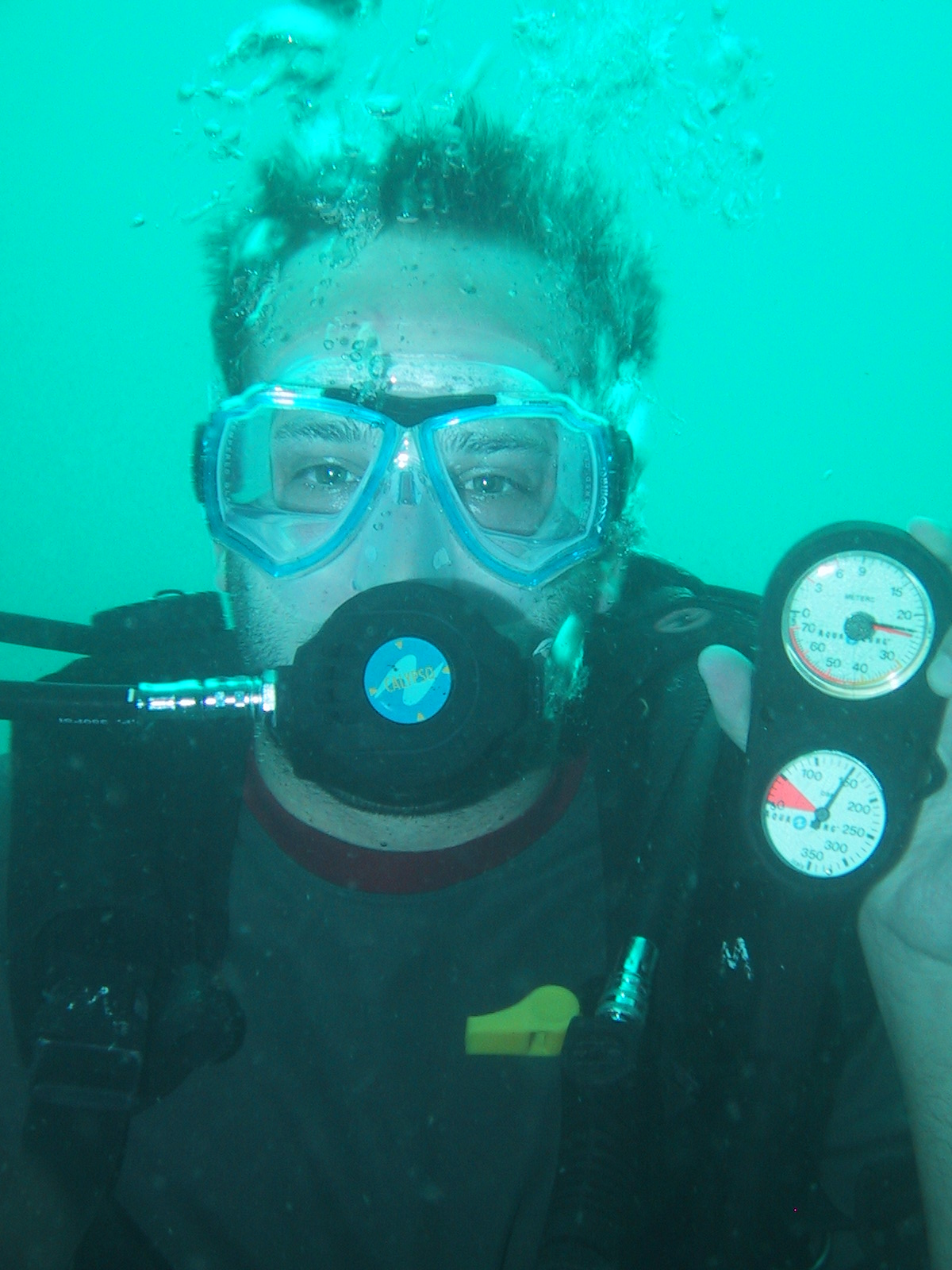
Un sub in immersione. Si può notare che la maschera ha dell'acqua nella parte inferiore; in questo caso è indicato procedere alla manovra di svuotamento.

### Tipi di maschera
Esistono diversi tipi di maschera a seconda dell'uso:
- maschera per l'apnea, di ridotte dimensioni, talvolta dei veri e propri occhialini con l'aggiunta di un naso in silicone. Il ridotto volume facilita la svuotamento in immersione, richiedendo poca aria. La visuale risulta particolarmente ridotta e limitata all'area frontale.

- maschera per ARA, per immersioni con autorespiratore. Si tratta di una maschera di generose dimensioni, con un'ampia vetratura e, talvolta, con vetri laterali, inferiori e superiori per consentire una visuale più completa. Il grande volume richiede più aria sia per lo svuotamento che per la compensazione.
- gran facciale, che copre l'intero volto, bocca compresa. L'erogatore viene inserito in un'apposita apertura per consentire la respirazione. Si usa principalmente per due motivi: consentire l'uso di un sistema di comunicazione per rimanere in contatto con la superficie o per registrare commenti ed osservazioni durante l'immersione e proteggere completamente il volto per le immersioni in ambienti inquinati;

### Struttura
La maschera, oltre a coprire occhi e naso, dovrebbe avere la parte che ricopre quest'ultimo sagomata in modo da permettere l'esecuzione di manovre di compensazione e avere la parte in vetro o plexiglas piana, in modo da ridurre le distorsioni.
Le parti principali sono:
- lenti in vetro infrangibile e antigraffio;
- corpo in silicone o gomma adattabile alla forma del viso e, come detto sopra, che consenta le manovre di compensazione;
- montatura rigida, di solito in materiale plastico, che aderisca bene al corpo;
- cinghia (o cinghiolo) in silicone o gomma che permette la regolazione della maschera sulla testa.

## Uso

### Svuotamento
Dopo il tuffo in acqua, o comunque in immersione, è normale che entri dell'acqua all'interno della maschera. In caso di snorkeling o di un'immersione in apnea si può procedere allo svuotamento semplicemente alzando la parte inferiore della maschera stando con la testa fuori dall'acqua, lasciandola defluire.
Durante l'immersione con autorespiratore ad aria è norma invece procedere allo svuotamento sott'acqua, in quanto non è possibile risalire in superficie ogni volta che entra del liquido. Per effettuare lo svuotamento bisogna premere con le mani il bordo superiore della maschera e, col corpo in posizione verticale e la testa rivolta verso l'alto, soffiare leggermente dal naso (ad esempio producendo un suono, simile ad un mormorio, con lo scopo di non sprecare troppa aria) in modo da spingere l'acqua verso il basso, facendola defluire.
La manovra di svuotamento subacqueo si apprende con un po' di pratica, ma risulta fondamentale durante le immersioni con autorespiratore ad aria.

### Appannamento
Per prevenire l'appannamento dovuto alla condensa sul vetro molti subacquei usano sputare saliva sulla parte interna della maschera, distribuirla uniformemente sul vetro e poi sciacquare il tutto con poca acqua. Vi sono comunque prodotti commerciali da utilizzarsi come alternativa.
Inoltre è consigliabile, nel caso la maschera sia nuova, lavare la parte interna del vetro con un po' di dentifricio (non granuloso) in modo da rimuovere la patina di silicone usato durante la fabbricazione che provocherebbe continui appannamenti.